# ميغيل باريتو
ميغيل باريتو (بالإسبانية: Miguel Barreto)‏ هو لاعب كرة قدم أرجنتيني، ولد في 14 سبتمبر 1978 في Tostado, Santa Fe ‏ في الأرجنتين. لعب مع أتليتيكو توكومان وانيستتوتو ودينامو تيرانا ومونتيفيديو واندررز ونادي بيكان ونادي كيتشي ويونيون دي سانتا في.